# Перестрелка в Минске 28 сентября 2021 года
Перестрелка между сотрудниками КГБ Белоруссии и Андреем Зельцером произошла 28 сентября 2021 года в Минске по адресу Якубовского, 29.
31-летний сотрудник EPAM Systems Андрей Зельцер, находясь у себя дома, застрелил одного из сотрудников КГБ, которые взломали дверь его жилища, пытаясь его задержать. В результате перестрелки погиб 31-летний сотрудник КГБ РБ, оперативник спецподразделения «Альфа» Дмитрий Федосюк (позывной «Нирвана»), сам Зельцер был застрелен ответным огнём.

## Ход событий
28 сентября сотрудники КГБ Белоруссии проводили в Минске обыски и облавы на «лица, причастные к террористической деятельности». Житель одной из квартир, позднее опознанный как сотрудник EPAM Systems Андрей Зельцер, отказался открыть силовикам (одетым в гражданскую одежду и не имевшим служебных знаков различия) дверь и заблокировался внутри вместе с женой, вооружившись охотничьим ружьём. Оба при этом вели видеосъёмку.
После взлома двери Зельцер открыл огонь из охотничьего ружья по сотрудникам КГБ, которые вломились в квартиру. Ранения получил сотрудник КГБ под позывным «Нирвана», позже опознанный как Дмитрий Федосюк. В тот же день он скончался от полученных ранений в больнице. Ответным огнём Андрей Зельцер был застрелен.
Жена Зельцера была задержана по подозрению в совместном участии в убийстве сотрудника КГБ. 29 сентября ГСУ СК Белоруссии возбудило уголовное дело по статье об убийстве лица в связи с осуществлением им служебной деятельности.
26 августа 2022 года стало известно, что вдову Андрея Зельцера Марию Успенскую перевели из «Володарки» в «Новинки».

## Видеозапись перестрелки
Вечером 28 сентября в 22 часа 20 минут в телеграм-канале «Жёлтые сливы», который связывают с белорусской властью, появилось видео штурма квартиры и перестрелки, смонтированное из кадров, снятых как сотрудниками КГБ в подъезде, так и самим Зельцером внутри квартиры. Впоследствии Следственный комитет сообщал, что Зельцер снимал происходящее на видео «с целью последующего так называемого „хайпа“».

## Последствия
В последующие дни, по информации белорусских правозащитников, в рамках статьи 369 (оскорбление представителя власти) и статьи 130 (разжигание социальной розни) Уголовного кодекса сотрудники КГБ задержали около 50 человек. 1 октября Александр Лукашенко обратил внимание на негативные оценки в адрес белорусских силовиков после гибели сотрудника КГБ, которые стали появляться в СМИ, в том числе российских, и отметил, что такие оценки его огорчают. Утром 29 сентября был ограничен доступ к сайту газеты «КП в Белоруссии», на котором накануне вечером вышла статья с комментарием одноклассницы программиста Андрея Зельцера, который сразу вызвал волну возмущения и оскорблений в провластных телеграмм-каналах. Министерство информации Республики Беларусь пояснило, что доступ к сайту был ограничен, так как на нём была размещена публикация, в которой «содержались сведения, способствующие формированию источников угроз национальной безопасности, заключаемых в искусственном нагнетании напряжённости и противостояния в обществе между обществом и государством». 1 октября пресс-секретарь президента России Дмитрий Песков заявил:
Мы категорически не согласны с этим. Мы считаем, что, безусловно, это идёт в нарушение принципа свободы СМИ.
1 октября в Минске в клубе имени Ф. Дзержинского прошло прощание с погибшим сотрудником КГБ Дмитрием Федосюком. На церемонии депутат Палаты представителей генерал-майор Олег Белоконев заявил журналистам:
В каких семьях воспитывались эти люди? Я считаю, мы слишком мягко поступаем с ними и им подобными. Почему-то они действуют вне рамок закона, а мы стараемся все делать по закону. По закону с ними беседовать, по закону убеждать, по закону их уговаривать. А надо, как Путин сказал, мочить в сортире всех: за одного 20, 100… Чтобы не было неповадно никому. Может грубо, но искренне.
В ночь с 1 на 2 октября был задержан журналист издания «КП в Белоруссии» Геннадий Можейко, написавший статью о погибшем Андрее Зельцере.
6 октября Андрея Зельцера похоронили на Лесном кладбище в минском микрорайоне Шабаны. В этот день Следственный комитет заявил, что в уголовном деле, заведённом на тех, кто оставил оценочные комментарии в интернете после смерти сотрудника КГБ Дмитрия Федосюка, имеется 136 подозреваемых, и все они находятся под стражей. Уголовное дело было возбуждено по статьям 130 (умышленные действия, направленные на пробуждение иной социальной вражды или вражды по признаку иной социальной принадлежности) и 369 (оскорбление представителя власти и его близких в связи с исполнением им служебных обязанностей, совершённое в информации, размещённой в глобальной компьютерной сети Интернет) Уголовного кодекса Республики Беларусь. По состоянию на 3 ноября 2021 года, более месяца задержанные по делу Зельцера не имеют доступа к адвокатам, им также не разрешают передать вещи первой необходимости.